# Farzana Doctor
Farzana Doctor es una novelista y trabajadora social canadiense nacida en Zambia. Ha publicado dos novelas, y ganó el Premio Dayne Ogilvie 2011, por la Trust de Escritores de Canadá  a una emergente escritora LGBT.

## Trayectoria
Nacida en Zambia de padres expatriados de la India musulmanes bohras daudíes, migró a Canadá con su familia a principios de los años 1970s.
Su segunda novela, Six Metres of Pavement (Seis metros de pavimento), también fue nominada al 2012 Lambda Literary Awards en la categoría de Lesbian Fiction, y se la anunció como la ganadora del galardón el 4 de junio de 2012.
Además de su carrera como escritora, Doctor trabaja como psicoterapeuta, coordinando series de lecturas regulares en el vecindario de Toronto: Brockton Village, y coprodujo Rewriting The Script: A Loveletter to Our Families, un documental acerca de las relaciones familiares de comunidades de inmigrantes el sur asiático y personas LGBT en Toronto.

## Obra

### Libros
- 2007. Stealing Nasreen Ed. ilustrada de Inanna Publications & Education, 200 p. ISBN 0978223306, ISBN 9780978223304

- 2007. Asking the Right Questions 2: Talking with Clients about Sexual Orientation and Gender Identity in Mental Health, Counselling and Addiction Settings. Asking the Right Questions. Con Angela M. Barbara, Gloria Chaim, ed. revisada de Centre for Addiction & Mental Health, 72 p. ISBN 0888685416, ISBN 9780888685414

- 2011. Six Metres of Pavement Dundurn Press, 340 p. ISBN 1554888298, ISBN 9781554888290

- 2015. All Inclusive Dundurn Press, 268 p. ISBN 1459731824, ISBN 9781459731820